# Tilton, Illinois
Tilton är en by i Vermilion County i den amerikanska delstaten Illinois med en yta av 8,1 km² och en folkmängd, som uppgår till 2 976 invånare (2000). Tilton har fått sitt namn efter Charles Tilton som var vän med Abraham Lincoln.